# Coupe du Maroc de football 1963-1964
 (avril 2024).
Si vous disposez d'ouvrages ou d'articles de référence ou si vous connaissez des sites web de qualité traitant du thème abordé ici, merci de compléter l'article en donnant les références utiles à sa vérifiabilité et en les liant à la section « Notes et références ».
Navigation
Édition précédente Édition suivante
La saison 1963-1964 de la Coupe du Trône est la huitième édition de la compétition.
En cas de match nul, soit une séance de tirs au but est jouée soit le match est rejoué sur le terrain de l'autre équipe. 
Le Kawkab de Marrakech remporte la coupe au détriment du Wydad Athletic Club sur le score de 3-2 au cours d'une finale jouée dans le Stade d'honneur à Casablanca. Le Kawkab de Marrakech gagne une deuxième fois la compétition et il s'agit de sa deuxième gagnée consécutivement.

## Déroulement

### Seizièmes de finale
| Date | Équipe 1   | Résultat | Équipe 2 | Lieu |
| ---- | ---------- | -------- | -------- | ---- |
| -    | MA Tétouan | 0 - 1    | Wydad AC | -    |
| -    |            |          |          | -    |
| -    |            |          |          | -    |
| -    |            |          |          | -    |
| -    |            |          |          | -    |
| -    |            |          |          | -    |
| -    |            |          |          | -    |
| -    |            |          |          | -    |
| -    |            |          |          | -    |
| -    |            |          |          | -    |
| -    |            |          |          | -    |
| -    |            |          |          | -    |
| -    |            |          |          | -    |
| -    |            |          |          | -    |
| -    |            |          |          | -    |
| -    |            |          |          | -    |
| -    |            |          |          | -    |

### Huitièmes de finale
| Date | Équipe 1         | Résultat | Équipe 2       | Lieu |
| ---- | ---------------- | -------- | -------------- | ---- |
| -    | EJS Casablanca   | 1 - 2    | Kénitra AC     | -    |
| -    | HUS Agadir ?     | 1 - 2    | SCC Mohammédia | -    |
| -    | KAC Marrakech    | 2 - 1    | HUS Agadir ?   | -    |
| -    | KSNAC Casablanca | 4 - 2    | MS Rabat       | -    |
| -    | Racing AC        | 1 - 2    | Wydad AC       | -    |
| -    | Raja CA          | 1 - 0    | USM Oujda      | -    |
| -    | US Berkane       | 0 - 3    | FAR de Rabat   | -    |
| -    | Tihad AS         | 1 - 3    | MC Oujda       | -    |

### Quarts de finale
| Date | Équipe 1         | Résultat            | Équipe 2       | Lieu |
| ---- | ---------------- | ------------------- | -------------- | ---- |
| -    | KAC Marrakech    | 1 - 0               | MC Oujda       | -    |
| -    | Kénitra AC       | 0 - 0 2-5 [Kermoud] | SCC Mohammédia | -    |
| -    | KSNAC Casablanca | 0 - 2               | Wydad AC       | -    |
| -    | Raja CA          | 2 - 0               | FAR de Rabat   | -    |

### Demi-finales
| Date | Équipe 1      | Résultat                                                                      | Équipe 2                                                      |                                               |
| ---- | ------------- | ----------------------------------------------------------------------------- | ------------------------------------------------------------- | --------------------------------------------- |
| -    | KAC Marrakech | 1 - 1 (APP à Mohammedia) 6 à 5 après prolongations [Match retour à Marrakech] | SCC Mohammédia Buts SCCM: Bouchaib (2), Trava, Ramos, Ricardo | -à l'Aller Buts: SCCM: Kermoud KACM: Mansouri |
| -    | Raja CA       | 0 - 0                                                                         | Wydad AC                                                      | -                                             |

#### Match à rejouer
| Date | Équipe 1 | Résultat | Équipe 2 | Lieu |
| ---- | -------- | -------- | -------- | ---- |
| -    | Wydad AC | 1 - 0    | Raja CA  | -    |

### Finale
| Date         | Équipe 1 | Résultat | Équipe 2      | Lieu       |
| ------------ | -------- | -------- | ------------- | ---------- |
| 28 juin 1964 | Wydad AC | 2 - 3    | KAC Marrakech | Casablanca |

La finale oppose les vainqueurs des demi-finales, le Kawkab de Marrakech face au Wydad Athletic Club, le 28 juin 1964 au Stade d'honneur à Casablanca. Match arbitré par Salih Mohamed Boukkili. Il s'agit de la quatrième finale pour le Wydad AC, qui n'a toujours pas été vainqueur de la compétition, tandis que pour le KAC Marrakech, c'est la troisième finale et la deuxième consécutive. Le club a remporté son premier titre dans la compétition lors de l'édition précédente. Le KAC Marrakech commence la rencontre sur les chapeaux de roue, et mène deux buts à 0 grâce à un but de Abdelkarim Zidani, dit Krimou (  35e), et un but contre son camp de Lahcen (  54e (csc)). Le Wydad riposte et revient dans la rencontre grâce à un but de Bouzidi (  56e), puis égalise grâce à Mohamed Khalfi (  66e). Toutefois, cette remontée du club casablancais est vain, puisque le KAC Marrakech met fin à toute espoir du Wydad en fin de rencontre, à la suite d'un but de Khaldi (  87e). Il s'agit du deuxième sacre consécutif du Kawkab de Marrakech dans la compétition, et de la quatrième défaite en finale du Wydad, qui n'a toujours pas remporter ce titre.

## Sources
- Rsssf.com